# Czas dojrzewania
Czas dojrzewania (en polonès Temps de maduresa) és una pel·lícula dramàtica moral polonesa del 1984, dirigida per Mieczysław Waśkowski.

## Argument
Polònia a la dècada de 1980, Trójmiasto. Romek, sobrenomenat "Robol", treballa molt a la drassana. Un dia, a l'hotel dels treballadors on viu, apareix la seva enamorada del seu poble natal, la Małgosia, de 17 anys. Com més tard se sap, la noia va fugir de casa, robant al pare de Badylarz una quantitat considerable de diners. Aviat la policia la busca. Romek, arriscant-se a l'hostilitat dels seus col·legues i altres problemes, intenta ajudar-la. No obstant això, Małgosia prefereix una vida fàcil i aviat cau en l'entorn dels drogodependents. La seva aventura a la gran ciutat acaba tràgicament: un dia la troben morta a l'escala d'un dels caus dels toxicòmans. Els metges confirmen una sobredosi de kompot.

## Repartiment
- Maria Probosz – Małgosia
- Jan Jurewicz – Romek
- Marek Probosz – drogadicte Krzysztof
- Arkadiusz Bazak – funcionari MO
- Bożena Dykiel – germana de Romek
- Piotr Godzieba – Zyga, amic de Roman
- Bogdan Izdebski – Jaroń
- Grzegorz Kruszewski – Adaś, amic de Roman
- Gustaw Kron – taxista
- Anna Dauksza – propietaria de la casa d'hostes
- Igor Mielczarek – Smolarz, amic de Roman
- Adam Probosz - addicte a les drogues Mały
- Bogusław Sochnacki – pare de Roman
- Franciszek Trzeciak – El pare de Gosia
- Wojciech Brzozowicz – capataz Szalewicz
- Igor Michalski – Smolarz, amic de Roman

## Música
La banda sonora de la pel·lícula va ser composta per un famós instrumentista polonès - Józef Skrzek. L'any 2009 es va publicar en CD una extensa il·lustració musical -18 cançons- sota el títol de la pel·lícula. La pel·lícula també va incloure una cançó titulada Ogniowe strzelby interpretada pel grup Klaus Mitffoch, popular a Polònia a la primera meitat dels anys vuitanta.